# Avenged Sevenfold (album)
Avenged Sevenfold este cel de-al patrulea album de studio al trupei americane de heavy metal Avenged Sevenfold. A fost lansat la 30 octombrie 2007 de casa de discuri Warner Bros. Records. Albumul inițial trebuia lansat la 16 octombrie, dar a fost amânat cu două săptămâni pentru a oferi mai mult timp completării materialele bonus și producției pentru înregistrare, inclusiv realizării videoclipului animat pentru piesa „A Little Piece of Heaven”. Albumul a debutat la numărul 4 pe Billboard 200. La 23 septembrie 2008, albumul a fost certificat Gold de către RIAA (Recording Industry Association of America). Albumul a fost, de asemenea, lansat pe vinil. Trupa a susținut albumul cu un turneu, începând cu o zi înainte de lansarea albumului și încheind în 2009. Acesta este ultimul lor album de studio care include bateristul The Rev pentru albumul complet, acesta trecând în neființă în decembrie 2009 în timpul înregistrării următorului album, Nightmare.

## Lista cântecelor
| Nr.             | Titlu                                                                                       | Lungime |  |
| 1.              | „Critical Acclaim” (scris de Zacky Vengeance)                                               | 5:18    |  |
| 2.              | „Almost Easy” (scris de The Rev)                                                            | 4:01    |  |
| 3.              | „Scream” (scris de M. Shadows, The Rev și Zacky Vengeance)                                  | 4:50    |  |
| 4.              | „Afterlife” (scris de The Rev)                                                              | 6:01    |  |
| 5.              | „Gunslinger” (scris de Synyster Gates, M. Shadows și The Rev)                               | 4:11    |  |
| 6.              | „Unbound (The Wild Ride)” (scris de Synyster Gates, The Rev și M. Shadows)                  | 5:11    |  |
| 7.              | „Brompton Cocktail” (scris de M. Shadows și The Rev)                                        | 4:13    |  |
| 8.              | „Lost” (scris de Zacky Vengeance, M. Shadows, Synyster Gates și The Rev)                    | 5:02    |  |
| 9.              | „A Little Piece of Heaven” (scris de The Rev)                                               | 8:04    |  |
| 10.             | „Dear God” (scris de Synyster Gates, Johnny Christ, The Rev, Zacky Vengeance și M. Shadows) | 6:33    |  |
| Lungime totală: | Lungime totală:                                                                             | 53:50   |  |

## Legături externe
- Avenged Sevenfold pe Metacritic